# 摩爾多瓦河
摩爾多瓦河（羅馬尼亞語：Râul Moldova）是一條羅馬尼亞的河流，主要的流域分佈在摩爾達維亞地區。發源於布科維納地區的蘇恰瓦縣，在羅馬尼亞的尼亞姆茨縣匯入錫雷特河，之後錫雷特河又流入多瑙河中。